# Bildtafeln der Verkehrszeichen in Italien
Die Bildtafeln der Verkehrszeichen in Italien wurden seit ihrer Einführung mehrfach ergänzt, verändert und erneuert. 
Gültig ist die Bildtafel der Verkehrszeichen in der Republik Italien seit 1992.

## Liste der Bildtafeln der Verkehrszeichen in Italien
- Bildtafel der Verkehrszeichen in der Republik Italien von 1959 bis 1992